# Passiflora bryonioides
Passiflora bryonioides je biljka iz porodice Passifloraceae. 

## Vanjske poveznice
|  | Zajednički poslužitelj ima još gradiva o temi Passiflora bryonioides |
|  | Wikivrste imaju podatke o taksonu Passiflora bryonioides             |